# Yanis Guermouche
Yanis Guermouche (arabisch يانيس قرموش, DMG Yānīs Qarmūš; * 15. April 2001 in Neuilly-sur-Seine) ist ein algerisch-französischer Fußballspieler, der aktuell bei Iraklis Thessaloniki unter Vertrag steht.

## Karriere

### Verein
Guermouche begann seine fußballerische Ausbildung 2004 im Alter von drei Jahren beim HSC Montpellier. Im Sommer 2012 wechselte er zur AS Lattes und drei Jahre später zur US Mauguio. Nach zwei Jahren dort, im Jahr 2017 wechselte er zurück nach Montpellier, zu ASPTT Montpellier. Im Jahr 2019 kehrte er wieder zu seinem Ausbildungsverein HSC Montpellier zurück. Dort spielte er in der Saison 2019/20 seine ersten beiden Male in der National 2 für die zweite Mannschaft. Nach dem Abstieg dieser in die National 3 schoss er dort zwei Tore in sechs Saisonspielen 2020/21. Vor der Folgespielzeit unterschrieb er im Juni 2021 auch seinen ersten Profivertrag bei dem HSC. Die Zweitvertretung des Vereins stieg wieder auf, Guermouche jedoch debütierte am 12. September 2021 (5. Spieltag) nach später Einwechslung bei einem 2:0-Sieg über die AS Saint-Étienne in der Ligue 1 für die Profimannschaft. In der zweiten Mannschaft war er Stammspieler und in der ersten Mannschaft spielte er in der Saison 2021/22 dreimal. Im Juli 2022 wurde er dann an den Drittligisten LB Châteauroux verliehen. Hier spielte er bis Januar elfmal, wobei er ohne Torerfolg blieb. Im Januar 2023 wurde die Leihe abgebrochen und Guermouche kehrte zu Montpellier zurück. Anfang Februar 2024 wechselte er nach Griechenland zu Iraklis Thessaloniki in die Super League 2.

### Nationalmannschaft
Guermouche spielte bislang für mehrere Juniorennationalmannschaften Algeriens. Mit der U23-Mannschaft nahm er am Maurice Revello Turnier 2022 teil, wo er viermal spielte und einmal traf.

## Erfolge
HSC Montpellier B
Aufstieg in die National 2: 2021